# Comando de Ataque da RAF
O Comando de Ataque da RAF foi um comando da Real Força Aérea que controlava uma grande parte da força de caças e bombardeiros. Operou entre 1968 e 2007, altura pela qual foi fundido com o Comando de Pessoal e o Comando de Treino para formar o Comando Aéreo da RAF. O seu último comandante-em-chefe foi o Air Chief Marshal Sir Joe French.